# Rio Guaritire
Rio Guaritire är ett vattendrag i Brasilien.   Det ligger i delstaten Mato Grosso, i den centrala delen av landet, 1 400 km väster om huvudstaden Brasília.
I omgivningarna runt Rio Guaritire växer i huvudsak städsegrön lövskog. Trakten runt Rio Guaritire är nära nog obefolkad, med mindre än två invånare per kvadratkilometer.